# Gleby ferralitowe
Gleby ferralitowe (inaczej gleby farralityczne, ferrasole) – gleby występujące w strefie klimatycznej tropikalnej równikowej i podrównikowej, głównie na Półwyspie Indyjskim, Cejlonie i w rejonie Madagaskaru. Występują w odmianie czerwonej, czerwonożółtej i żółtej. Powstają w wilgotnym i gorącym klimacie na podłożu krystalicznym. Mają kwaśny odczyn, zawierają tlenki żelaza i aluminium. Naturalnie porasta je wiecznie zielony las równikowy pomimo tego charakteryzują się małą zawartością próchnicy.  Jest to spowodowane intensywnym przemywaniem gleby wskutek dużych opadów atmosferycznych a tym samym ogranicza możliwości akumulacji próchnicy. Sprawia, że gleby te są mało żyzne. Niektóre rodzaje gleb ferralitowych były wcześniej klasyfikowane jako gleby laterytowe.